# 速霸陸車系列表
這是一份日本富士重工業所製造的全車系列表，早期該公司對車名的命名原則以引擎排氣量為主，後來則捨棄了此原則。
1980年代中期該公司與五十鈴汽車簽署了OEM代工協議，相互供應某些車款給對方；1999年美國通用汽車入主該公司，速霸陸Impreza也曾換牌供應給同集團紳寶汽車，成為紳寶9-2X；歐寶汽車的歐寶Zafira則換個廠徽銘牌成為速霸陸Traviq，同樣隸屬通用汽車集團的鈴木汽車也曾依循相同模式短暫合作過。2005年豐田汽車承接速霸陸汽車的股票，為了共享資源、減輕開發成本，富士重工業宣布停止開發輕型車，改以同集團大發工業的車款換上六連星的廠徽銘牌。

## 目前產品陣容
- 1961年迄今：速霸陸Sambar - 2012年第七代起改以大發Hijet作OEM車。
- 1989年迄今：速霸陸Legacy
- 1992年迄今：速霸陸Impreza
- 1995年迄今：速霸陸Outback
- 1997年迄今：速霸陸Forester
- 1998年迄今：速霸陸Pleo - 第二代的原型車是大發Mira。
- 2005年迄今：速霸陸Tribeca
- 2006年迄今：速霸陸Stella - 第二代的原型車是大發Move。
- 2008年迄今：速霸陸Exiga
- 2010年迄今：速霸陸XV、速霸陸Trezia、速霸陸Lucra
- 2012年迄今：速霸陸BRZ、速霸陸Pleo Plus
- 2014年迄今：速霸陸WRX、速霸陸Levorg

## 歷年產品
- 1954年：速霸陸1500 - 該公司跨入四輪乘用車領域的濫觴，可惜因故未能正式量產上市。
- 1958年至1970年：速霸陸360
- 1960年至1966年：速霸陸450
- 1966年至1969年：速霸陸1000
- 1969年至1971年：速霸陸ff-1
- 1969年至1972年：速霸陸R-2
- 1970年至1972年：速霸陸ff-1 1300G
- 1971年至1994年：速霸陸Leone
- 1972年至1992年：速霸陸Rex - 兄弟車為貴航雲雀。
- 1978年至1993年：速霸陸BRAT
- 1983年至1998年：速霸陸Domingo
- 1984年至2011年：速霸陸Justy - 第二代的原型車是鈴木Cultus，第三代為鈴木Ignis，第四代則是大發Boon。
- 1985年至1991年：速霸陸Alcyone
- 1988年至1993年：速霸陸Bighorn - 原型車乃五十鈴Trooper。
- 1991年至1996年：速霸陸Alcyone SVX
- 1992年至1998年：速霸陸Vivio
- 2001年至2004年：速霸陸Traviq
- 2003年至2006年：速霸陸Baja
- 2003年至2010年：速霸陸R2
- 2005年至2010年：速霸陸R1
- 2008年至2011年：速霸陸Dex - 原型車是大發Coo。

## 概念車
富士重工業歷年發表過的概念車計有下列：
- 速霸陸B11S
- 速霸陸G4e
- 速霸陸B5-TPH
- 速霸陸B9 Scrambler
- 速霸陸R1e

## 內部連結
- 速霸陸汽車
- 速霸陸引擎列表

## 外部連結
- （日語）日本官方網站 （页面存档备份，存于）
- 臺灣官方網站 （页面存档备份，存于）
- 中國官方網站
- 香港官方網站 （页面存档备份，存于）